# JITTERIN'JINN
JITTERIN'JINN（ジッタリン・ジン）は、日本のバンド。
奈良県出身。アマチュア時代「The Snafkin」という名前で活動していたが、デビューすると『ムーミン』の作者であるトーベ・ヤンソンに印税を払わなくてはならなくなるのが面倒なため、改名した。「ジッタリン」はジルバの語源のJITTERBUGをとって、「ジン」は『アラジン』等に出てくるジニーを響きのいいようにくっつけたというが特に意味はない。公式ファンクラブ名は「JITTERS」。かつては「JINN PICCADILLY」だった。

## 来歴
1986年に結成。1989年から東京、名古屋、大阪を中心にライブ活動し、同年にはシングル「エヴリデイ」でメジャー・デビューし、アルバム『DOKI DOKI』を発表。デビュー前の1989年5月20日には、人気オーディション番組『三宅裕司のいかすバンド天国』に出場。その独特の2ビートが新鮮で高い評価を得て、5代目イカ天キングとなっていたRABBITを倒して6代目キングとなった。しかし翌週にはセメントミキサーズに倒され、キングに在位したのは1週のみ。その後も、2ビートを主体としたポップな曲調でコアな人気を獲得していった。
1990年、「プレゼント」「にちようび」「夏祭り」が、立て続けにヒットする。特に「にちようび」は週間オリコンチャートにおいて初登場1位を記録し、最大のヒット曲と成った。その後、ベースパートのメンバーの脱退、加入を繰り返し、現在はベースにサポートメンバーを迎え、インディーズで活動している。
2000年には『夏祭り』をWhiteberryがカバーし、再ヒット。
2008年には、同年秋公開予定の映画『青空ポンチ』の挿入歌と主題歌に「夏祭り」と「恋のルアー」が起用され、「青空ポンチの本」に春川と破矢のインタビューが掲載された。また、2008年6月頃からオンエアされている「SANKYOフィーバー大夏祭り」のCM曲に『夏祭り』『にちようび』が起用され、7月21日から着うたと着うたフルが配信されている。レコ直ランキング、着うたWeeklyチャートで10位を獲得した。
2010年8月25日には、1990年に発表された「夏祭り」の“ペアソング”となる曲「なつまつり」を、レコチョク・iTunes Store・moraなど音楽配信限定でリリース。「夏祭り」が夏のお祭りに一緒に出掛けた女の子に抱く、男の子の淡く切ない恋慕の気持ちを綴った唄であったのに対して、この曲はその相手となる女の子のその時の気持ちにスポットライトを宛てた、いわばアンサーソング的存在の曲である。ビデオクリップは、元々親交があるメンバーからの篤い依頼を受けた漫画家の松本大洋が手がけている。松本にとって、描き下ろしの作画をミュージックビデオとして提供するのはこの曲が初となった。
「なつまつり」のリリースを最後にライブや新譜のリリースも行っておらず、活動休止状態が続いている。一部では解散の噂もあるが、公式に解散を宣言したという事実は一切ない。しかし公式ホームページは2022年現在表紙とグーグル検索へのリンクのみで、メンバーの現況は一切不明。
2019年4月にJITTERIN'JINNの公式YouTubeチャンネルが開設され、過去のミュージックビデオが投稿されている。
2021年3月24日、ベストアルバム「8-9-10 !!!(Ver.3)」リリース。

## メンバー
春川玲子（はるかわ れいこ）
1968年10月24日（56歳）。奈良県大和郡山市出身。ボーカル・アコーディオン・ハーモニカ・ギター担当。美空ひばりを尊敬している。好きなお笑い芸人はダウンタウン。
破矢ジンタ（はし ジンタ）
1965年3月30日（60歳）。奈良県大和郡山市出身。ギター・ボーカル担当。多数の楽曲の作詞・作曲を手がけている。エピフォンのギターをメインに使用して、かつては「破矢ジンタモデル」として同社のギターである「ソレント」をベースとしたギターが発売されていたこともあった。
入江美由紀（いりえ みゆき）
1965年12月1日（59歳）。大阪府高槻市出身。ドラム・パーカッション・オルガン担当。

### サポートメンバー
ハヤト
ベース担当。2006年加入。

### 旧メンバー
浦田松蔵（うらた まつぞう）
1964年5月17日（61歳）。奈良県大和郡山市出身。ベース担当。1998年5月に脱退。
ヒジカタタクミ
ベース担当。浦田の後を引き継ぐが、2001年8月に脱退。
Shinji Yamada（シンジ ヤマダ）
ベース担当。2004年頃脱退。

## 作品

### シングル
| #  | 発売日            | タイトル                                    | 規格品番   | 収録曲                                                            | 備考                                                                             |
| -- | ----------------- | ------------------------------------------- | ---------- | ----------------------------------------------------------------- | -------------------------------------------------------------------------------- |
| 1  | 1989年10月10日    | エヴリデイ                                  | CA-8320    | 1. エヴリデイ 2. SINKY-YORK                                       | オリコン最高9位                                                                  |
| 2  | 1990年2月14日     | プレゼント                                  | CA-8393    | 1. プレゼント 2. プリプリダーリン                                 | オリコン最高3位                                                                  |
| 3  | 1990年6月24日     | にちようび                                  | CODA-8512  | 1. にちようび 2. Don't let me down                                | オリコンチャート1位を獲得。                                                      |
| 4  | 1990年8月29日     | 夏祭り                                      | CODA-8568  | 1. 夏祭り 2. くわえたばこのブルース                               | オリコン最高3位 東京ヤクルトスワローズのチャンステーマ・ヤマハ硬式野球部の応援歌 |
| 5  | 1991年6月21日     | 帰っておいで                                | CODA-8764  | 1. 帰っておいで 2. 相合傘                                         | オリコン最高14位                                                                 |
| 6  | 1992年8月19日     | サヨナラ                                    | TODT-2886  | 1. サヨナラ 2. お月さん                                           |                                                                                  |
| 7  | 1992年11月18日    | プリーズ キス ミー マイ サンタクロース      | TODT-2938  | 1. プリーズ キス ミー マイ サンタクロース 2. 一人きりのクリスマス |                                                                                  |
| 8  | 1995年12月1日     | 恋をしようよ                                | SOLID-3    | 1. 恋をしようよ 2. マリアン                                       | 7インチアナログ盤                                                                |
| 9  | 2000年1月23日     | やけっぱちのドンチャラミー（シングル Ver.） | COCA-50227 | 1. やけっぱちのドンチャラミー 2. 自転車 3. 黄金の夜明け           | オリコン最高91位 黄金の夜明けは オリックスバファローズ 奇数回テーマ              |
| 10 | 2000年10月21日    | 青いカナリア                                | COCA-15373 | 1. 青いカナリア 2. 犬小屋 3. 月夜の散歩道                         | オリコン最高73位                                                                 |
| 11 | 2001年2月21日     | サムライガール                              | COCA-15388 | 1. サムライガール 2. 馬鹿息子 3. クローバー                       |                                                                                  |
| 12 | 2010年8月25日配信 | なつまつり                                  | COKM-30947 | 1. なつまつり                                                     | 2013年5月現在、音楽配信のみ。CD未発表                                            |

#### 特殊流通販売
1. おじいちゃん（1994年度）
ファンクラブ入会特典
2. サツキマスの唄（1995年度）
ファンクラブ入会特典
3. 夏の終わり（1996年度）
ファンクラブ入会特典
4. Listen to me!（1996年12月1日発売）
フェリシモ「Santa Book」応募者特典・非売品CD
5. 浜昼顔（1997年度）
ファンクラブ入会特典
6. ボンボン時計（1998年度）
ファンクラブ入会特典
7. 福の神（1999年度）
ファンクラブ入会特典
後に宮村優子がカバーする。
8. 君とどこまでも（2000年度）
ファンクラブ入会特典
9. こいのぼり（2001年度）
ファンクラブ入会特典
10. 遊びにおいで（2002年度）
ファンクラブ入会特典
11. 大好き（2003年度）
ファンクラブ入会特典
12. 猫娘（2004年度）
ファンクラブ入会特典
13. 追跡（2005年度）
ファンクラブ入会特典
14. ゲッコーストラット（2006年度）
ファンクラブ入会特典
15. 恋のルアー（2007年度）
ファンクラブ入会特典
16. おぼえてろ（2008年度）
ファンクラブ入会特典
17. ラベンダー（2009年10月10日配布）
20th Anniversary day SPECIAL LIVE来場者特典・非売品CD
2009年度ファンクラブ入会特典
18. 蛇の目傘（2010年度）
ファンクラブ入会特典

### アルバム
| #  | 発売日                                      | タイトル             | 規格品番                      | 収録曲 | 備考                                                                                           |
| -- | ------------------------------------------- | -------------------- | ----------------------------- | --- | ---------------------------------------------------------------------------------------------- |
| 1  | 1989年11月1日 1993年11月21日 2000年04月21日 | DOKIDOKI             | CA-4102 COCA-11126 COCP-50513 | | 1曲目の『アニー』がバラエティ番組『さんまのまんま』テーマソングに                              |
| 2  | 1990年2月21日 1993年10月21日 2000年04月21日 | Hi-King              | CA-4612 COCA-11086 COCP-50514 | | オリコン最高2位                                                                                |
| 3  | 1990年9月12日 2000年04月21日                | パンチアウト         | COCA-6645 COCP-50515          | | オリコン最高3位 初回限定盤は「特製ジッタリンジンボックス」入りで「ジッタリンジン遊戯盤」が付属 |
| 4  | 1993年1月27日                               | Moonlit Lane         | TOCT-6894                     | 1. 隣町のメアリー 2. Good Night 3. 駅 4. 一人きりのクリスマス (album version) 5. 黒い服のブルース 6. サヨナラ 7. お月さん (album version)                                          | オリコン最高40位                                                                               |
| 5  | 1995年7月25日 2001年04月21日                | Chick-A-Biddy        | SCCD-5013 COCP-31367          | 1. 恋は突然 2. CHU-CHU-CHU 3. およめさん 4. SWEET CARA 5. おじいちゃん 6. CHOCOLATE PRINCESS 7. PLEASE DONT' CRY 8. GOOD LUCK                                                      |                                                                                                |
| 6  | 1998年10月20日 2001年04月21日               | here, rattler, here! | COMET-1001 COCP-31366         | 1. 泣き顔のマリー 2. 黄金の夜明け 3. 週間天気予報 4. 夏の終わり 5. 浜昼顔 6. クローバー 7. 市営プール 8. 夕暮れ                                                                    |                                                                                                |
| 7  | 1999年10月10日                              | TENTASTIC!           | COCP-31365                    | 1. テンタスティック!のテーマ 2. CALL ME 3. やけっぱちのドンチャラミー 4. 知らない街へ 5. 月夜の散歩道 6. HI!WIDL MY BIKE! 7. ボロボロ 8. ガラクタの恋 9. 10月のベレット 10. 自転車 | デビュー10周年記念オリジナルアルバム                                                           |
| 8  | 2000年11月1日                               | Banzai Attack        | COCP-31149                    | 1. 青いカナリア 2. 「SENLESS BOOGIE」 3. 馬鹿息子 4. 家へおいでよ 5. 一番鶏 6. 犬小屋 7. サムライガール 8. 雨上がり                                                                | オリコン最高21位                                                                               |
| 9  | 2002年10月23日                              | Wang Dang Doodle     | COCP-31985                    | 1. COOL DOWN 2. ヒステリートレイン 3. 君とどこまでも 4. いかないで 5. 大好きだった人 6. コスモス 7. 黄昏 8. 晴                                                                     |                                                                                                |
| 10 | 2008年8月20日                               | CARAMBA!             | COMET-1005                    | 1. カランバ! 2. 指輪 3. 陽炎 4. ひまわり 5. アスタ・ラ・ビスタ! | 通常版(収録曲はツアー会場・ファンクラブ限定販売と同内容）                                      |

#### 特殊流通販売
1. JINGLE BELLY（1996年）
ファンクラブ限定販売
2. CARAMBA!（2003年10月1日発売）
ツアー会場・ファンクラブ限定販売

### ベスト・アルバム
| # | 発売日         | タイトル                   | 規格品番   | 収録曲 | 備考                                                                 |
| - | -------------- | -------------------------- | ---------- | --- | -------------------------------------------------------------------- |
| 1 | 1991年10月1日  | ハッピーカムカム           | COZA-5〜6  | DISC1 1. エヴリデイ 2. SINKY-YORK 3. アニー 4. 相合傘 5. プレゼント 6. かなしいな 7. 雨 8. にちようび 9. 夏祭り 10. ひっこし 11. バイ バイ ハニー 12. 帰っておいで DISC2 [カラオケシングル] 1. エヴリデイ 2. プレゼント 3. にちようび 4. 夏祭り 5. 帰っておいで | 初のベスト盤。カラオケシングル付き                                   |
| 2 | 1992年10月21日 | ベストソングス             | COCA-10348 | 1. エヴリディ 2. SINKY-YORK 3. プレゼント 4. プリプリダーリン 5. にちようび 6. Don't let me down 7. 夏祭り 8. くわえたばこのブルース 9. 帰っておいで 10. 相合傘（シングル・ミックス） | コロムビア時代の楽曲のベスト盤                                       |
| 3 | 1997年5月21日  | The Very Best Collection   | COCA-14223 | 1. プレゼント 2. エヴリデイ 3. にちようび 4. アニー 5. プリプリダーリン 6. あまのじゃく 7. なによ! 8. SINKY-YORK 9. Don't Let Me Down 10. ひっこし 11. 相合傘 12. いつかどこかで 13. 雨 14. 帰っておいで 15. 夏祭り | オリコン最高63位 コロムビア時代の楽曲のベスト盤                      |
| 4 | 1999年10月1日  | 8-9-10! Jitterin'Jinn Best | COCP-50157 | 1. エヴリデイ 2. SINKY-YORK 3. アニー 4. 相合傘 (Album Ver.) 5. プレゼント (Album Ver.) 6. プリプリダーリン 7. にちようび (Album Ver.) 8. 夏祭り 9. バイ バイ ハニー 10. 帰っておいで 11. サヨナラ 12. プリーズ キス ミー マイ サンタクロース 13. GOOD NIGHT 14. 恋は突然 15. GOOD LUCK 16. マリアン 17. 泣き顔のマリー 18. 黄金の夜明け 19. クローバー 20. サツキマスの唄 〜The time when azaleas are in bloom〜 | デビュー10周年記念ベスト盤 オリコン最高29位                          |
| 5 | 2007年3月21日  | 8-9-10!! (Ver.2)           | COCP-53977 | 1. エヴリデイ 2. SINKY-YORK 3. アニー 4. 相合傘 (Album Ver.) 5. プレゼント (Album Ver.) 6. プリプリダーリン 7. にちようび (Album Ver.) 8. 夏祭り 9. バイ バイ ハニー 10. 帰っておいで 11. やけっぱちのドンチャラミー (Single Ver.) 12. HI!WILD MY BIKE! 13. 自転車 14. 青いカナリア 15. サムライガール (Single Ver.) 16. 大好きだった人 17. コスモス 18. 晴 19. アスタ・ラ・ビスタ! 20. こいのぼり (Bonus Track)  | オリコン最高169位。 ベスト盤。初回限定盤は、ステッカージャケット仕様 |
| 6 | 2021年3月24日  | 8-9-10!! (Ver.3)           | COCP-41423 | 1. エヴリデイ 2. SINKY-YORK 3. アニー 4. 相合傘 (Album Ver.) 5. プレゼント (Album Ver.) 6. プリプリダーリン 7. にちようび (Album Ver.) 8. 夏祭り 9. バイ バイ ハニー 10. 帰っておいで 11. 一人きりのクリスマス ～ (Album Ver.) 12. PLEASE DON'T CRY 13. 週間天気予報 14. 夕暮れ 15. 知らない街へ 16. 一番鶏 17. 雨上がり 18. 君とどこまでも 19. 陽炎 20. ラベンダー（Bonus Track）                                | ベスト盤。                                                           |

### 映像作品
1. エヴリデイ（1989年10月19日発売）
2. プレゼント〜ドキュメント11.22（1990年2月14日発売）
3. ジッタリン・アワー（1990年6月21日発売）
4. ビデオ・アルバム（1990年12月8日発売）

### 参加作品
| 発売日         | タイトル                                                     | 規格品番   |
| -------------- | ------------------------------------------------------------ | ---------- |
| 1998年06月21日 | いか天 ザ・50 VOL.1                                          | APCA-223   |
| 2004年09月22日 | Beautiful Songs series POWER GIRLS!!                         | VICL-61487 |
| 2005年06月22日 | 夏歌 2                                                       | MHCL-550   |
| 2005年12月28日 | 30-35 VOL.7 「イカ天」特集                                   | MHCL-527   |
| 2006年07月26日 | バンド天国 II                                                | VICL-62019 |
| 2008年09月10日 | SMILE!-ごっつ!ひっつ!-                                       | ZZCD-80028 |
| 2008年09月24日 | 胸キュンSONGS 16回のときめきを                               | COCP-35173 |
| 2008年10月22日 | 「コクミンHits -メガ☆ヒット-」〜あのメガヒットをもう一度!!〜 | COCP-35239 |
| 2008年11月26日 | PIONEERS OF J-ROCK〜based on shinjuku LOFT〜                 | FLCF-4247  |
| 2009年06月26日 | DJやついいちろう 1                                           | VICL-63348 |
| 2010年01月06日 | マイ・ソング・ボックス                                       | VFC-110    |
| 2010年06月30日 | PERFECT SUMMER                                               | MHCL-1774  |
| 2014年03月26日 | J-ロッカー伝説2[DJ和 in No.1 J-ROCK MIX]                     | AICL-2656  |
| 2014年07月30日 | みんなで踊ろう!盆踊り                                        | COCJ-38662 |
| 2016年05月11日 | Around 40'S SURE THINGS メランコリック ラブソングス 3        | TKCA-74368 |

## タイアップ一覧
| 使用年 | 曲名                       | タイアップ                                                      |
| ------ | -------------------------- | --------------------------------------------------------------- |
| 1989年 | アニー                     | 関西テレビ・フジテレビ系『さんまのまんま』オープニングテーマ    |
| 1990年 | プレゼント                 | エーザイ「ザーネ」CMソング                                      |
| 1992年 | サヨナラ                   | TBS系ドラマ『キライじゃないぜ』オープニングテーマ               |
| 2000年 | やけっぱちのドンチャラミー | ABCテレビ・テレビ朝日系『ターニングポイント』エンディングテーマ |
| 2005年 | アニー                     | BS-i ドラマ『恋する日曜日（セカンドシリーズ）』第12回主題歌     |
| 2008年 | にちようび                 | SANKYO「CRフィーバー大夏祭り」CMソング                          |
| 2008年 | 夏祭り                     | SANKYO「CRフィーバー大夏祭り」CMソング                          |
| 2008年 | 夏祭り                     | 映画『青空ポンチ』挿入歌                                        |
| 2008年 | 恋のルアー                 | 映画『青空ポンチ』主題歌                                        |
| 2019年 | にちようび                 | フジテレビ系『爆買い☆スター恩返し』挿入歌（2019年 - ）          |
| 2021年 | 夏祭り                     | アーケードゲーム「太鼓の達人」楽曲収録                          |

### ヘビーローテーション/パワープレイ

#### ラジオ
| 放送年 | 曲名   | ラジオヘビーローテーション/パワープレイ |
| ------ | ------ | --------------------------------------- |
| 2000年 | 自転車 | FM802 2000年1月度ヘビーローテーション   |

## 楽曲提供
破矢ジンタによる楽曲提供。
- 酒井法子「おとぎ話のシンデレラ」、「やあねII」（両曲ともに作詞・作曲：破矢ジンタ）

アルバム『マジカル モンタージュ カムパニー』（1991年7月21日発売）収録
- 篠原ともえ「20回目のバースディ・イヴ」（作詞・作曲:破矢ジンタ）

アルバム『DREAM&MACHINE』（1999年3月25日発売）収録
- 宮村優子「福の神」、「大四喜」（作詞・作曲：破矢ジンタ）、「僕の体温は37.5℃」（作詞：みやむらゆうこ、作曲：みやむらゆうこ、破矢ジンタ）

アルバム『大四喜』（1999年8月25日発売）収録

## 野球の応援歌
高校野球では「夏祭り」がよく演奏される。またプロ野球では以下の曲が演奏された。
夏祭り
東京ヤクルトスワローズのチャンステーマ
福岡ダイエーホークス（2000年頃）
読売ジャイアンツ（2001年の夏季限定で使用）
元千葉ロッテマリーンズ、インカビリアのテーマ（間奏のギターソロの部分）
プレゼント
元ロッテオリオンズ、斉藤巧のテーマ
元ロッテオリオンズ、D.ヘンゲルのテーマ
元千葉ロッテマリーンズ、青柳進のテーマ
黄金の夜明け
オリックス・バファローズの奇数回三三七拍子・攻撃開始時のテーマ
クローバー
千葉ロッテマリーンズ、田村龍弘のテーマ

## 主なライブ

### ワンマンライブ・主催イベント
- 1995年 - TOUR "Chick-A-Biddy"
- 1998年
  - 1998 春のツアー
  - TOUR "here,rattler,here!"
- 1999年
  - 1999 春のツアー
  - TOUR "TENTASTIC!"
- 2000年 - TOUR "BANZAI ATTACK"
- 2001年 - TOUR "BANZAI ATTACK" FINAL
- 2002年 - TOUR "WangDang Doodle"
- 2003年 - TOUR "CARAMBA!"
- 2006年 - TOUR "GECKO STRUT TOUR"
- 2009年
  - TOUR "Hotti Yetti"
  - Jinngri-La Tour

### 出演イベント
- 1997年11月09日 - 愛知淑徳大学 学園祭
- 1999年07月03日 - 第17回 PEACEFUL LOVE ROCK FESTIVAL 1999
- 2000年
  - 05月13日 - FM802 & SPACE SHOWER TV presents SWEET LOVE SHOWER 2000 SPRING
  - 11月04日 - 神戸商科大学（現・兵庫県立大学）学園祭
- 2001年
  - 08月01日 - MONSTER baSH 2001
  - 08月04日 - ARABAKI ROCK FEST.01 in Sendai Bay 08042001
  - 08月11日 - Sky Jamboree 2001
  - 08月18日 - SUMMER SONIC 2001
  - 11月04日 - 徳島医科大学 学園祭
- 2006年07月29日 - AOMORI ROCK FESTIVAL '06 ～夏の魔物～
- 2008年
  - 05月03日 - GOING KOBE 08
  - 05月21日 - ジッタリン・ジン×MONGOL800
  - 09月21日 - AOMORI ROCK FESTIVAL '08 ～夏の魔物～
- 2009年
  - 04月25日 - ARABAKI ROCK FEST.09
  - 04月29日 - GOING KOBE 09
  - 10月03日 - MONGOL800 ga FESTIVAL What a Wonderful World!!
  - 10月15日 - ミドリ 全国2マンツアー「初体験 VS ツアー」
  - 11月06日〜11月12日 - ジッタリン・ジン×GO!GO!7188
  - 11月10日 - 千葉LOOK 20th ANNIVERSARY～6×9=53days～
  - 11月19日 - ジッタリン・ジン×ガガガSP